# Казуйоши Хошино
Казуйоши Хошино (星野 一義 Hoshino Kazuyoshi?), на английски: Kazuyoshi Hoshino е бивш пилот от Формула 1. Роден на 1 юли 1947 г. в Шидзуока, Япония.

## Формула 1
Казуйоши Хошино прави своя дебют във Формула 1 в Голямата награда на Япония през 1976 г. В световния шампионат записва 2 състезания като не успява да спечели точки, състезава се за отбора на Херос.